# ポケットの中の握り拳
『ポケットの中の握り拳』（ポケットのなかのにぎりこぶし、I pugni in tasca）は、マルコ・ベロッキオ監督による1965年のイタリアの映画。

## あらすじ
アレッサンドロ（ルー・カステル）は、イタリアの農村で家族と暮らしている。彼の母親（リリアナ・ジェラーチェ）は盲目で、妹のジュリア（パオラ・ピタゴラ）は兄のアウグスト（マリノ・マゼ）に想いを寄せており、弟のレオーネ（ピエル・ルイジ・トロリオ）には知的障害がある。アレッサンドロは、アウグストを家族から解放しよう、と思い立つ。彼は、母親を崖から突き落とし、弟を風呂に沈める。

## キャスト
- ルー・カステル
- リリアナ・ジェラーチェ
- パオラ・ピタゴラ
- マリノ・マゼ
- ピエル・ルイジ・トロリオ

## 評価
デヴィッド・トムソンは「イタリアの歴史において最も重要なクロスオーヴァー映画の一本」と評した。『ザ・ニューヨーク・タイムズ』のレナータ・アドラーは「貧困と障害を抱えていることによって、社会に適応することができない人々」の描写という点で評価した。